# ساوانا، تگزاس
ساوانا (به انگلیسی: Savannah) یک منطقهٔ مسکونی در ایالات متحده آمریکا است که در شهرستان دنتون، تگزاس واقع شده‌است. ساوانا ۲٫۴ کیلومتر مربع مساحت و ۳٬۳۱۸ نفر جمعیت دارد.